# La Purísima, Cadereyta Jiménez
La Purísima är en ort i Mexiko.   Den ligger i kommunen Cadereyta Jiménez och delstaten Nuevo León, i den centrala delen av landet, 700 km norr om huvudstaden Mexico City. La Purísima ligger 326 meter över havet och antalet invånare är 185.
Terrängen runt La Purísima är platt. Runt La Purísima är det ganska glesbefolkat, med 38 invånare per kvadratkilometer. Närmaste större samhälle är Allende, 15,2 km sydväst om La Purísima. Trakten runt La Purísima består i huvudsak av gräsmarker.